# Alan Ruscoe
Alan Ruscoe, né le 14 avril 1972, est un comédien britannique recruté par George Lucas pour participer au tournage de Star Wars, épisode I : La Menace fantôme (Star Wars: Episode I - The Phantom Menace) (sorti en 1999) dans les studios anglais de Leavesden. Il incarne dans ce film le Jedi Plo Koon (qui sera ensuite repris par Matt Sloan) ainsi que le Neimoidien Daultay Dofine.
Tout comme Jerome Blake et Gin Clarke, Ruscoe a été repéré par l'équipe de la directrice de casting Robin Gurland à la suite de son petit rôle dans Le Cinquième Élément de Luc Besson (1997).
Depuis lors, il a joué dans la version musicale d’Un conte de Noël (A Christmas Carol) d'après Charles Dickens en 2004 ainsi que dans les séries Doctor Who (La Conquête de Mars) et Hex en 2005.